# Roßbachkogel
Der Roßbachkogel (alternativ: Pussor, Pussorkogel oder Roßbach-Pussor-Kogel bzw. Roßbach-Pussorkogel) ist ein 1848 m ü. A. hoher Gipfel der Gleinalpe nordwestlich von Graz. Eine gewisse Bekanntheit hat der Berg auch durch mehrere Fernwanderwege, die seine Südflanke passieren, sowie die Brendlalm an seiner Südostseite.

## Name
In den amtlichen Kartenwerten (Österreichische Karte, GIS-Steiermark) ist der Berg als „Roßbachkogel“ verzeichnet, er wird daher im Folgenden unter diesem Namen behandelt. Lokal taucht jedoch auch die Bezeichnung „Pussor“ oder „Pussorkogel“ auf, wobei sie uneinheitlich verwendet wird. Neben dem Berg selbst werden auch gewisse Teile (Nebengipfel oder Grate) mit diesem Namen versehen. Eine ältere Variante des Namens ist Pozer, phasenweise wurde der unverständliche Begriff auch zu Bussardkogel uminterpretiert. Am 2021 erneuerten Gipfelkreuz ist der Doppelname „Roßbach-Pussor-Kogel“ angebracht, auch das alte, 1978 aufgestellte Kreuz trug diesen Namen. „Pussor“ ist außerdem Namensbestandteil zweier Almen und der dazugehörigen Hütten an der Südseite des Berges.
Im Jahr 1574 wird ein mit der Burg Hauenstein verbundenes Almgebiet namens Pister oder Pistor erwähnt. Ob es sich dabei um ein Gebiet auf dem heutigen Roßbachkogel handelt, ist unklar.

## Lage und Umgebung
Der Roßbachkogel ist der höchste Gipfel außerhalb des „Hauptmassives“ der Gleinalpe (Speikkogel, Lenzmoarkogel…) und von diesem durch den Gleinalmsattel getrennt. Der Gipfelbereich des Roßbachkogels wächst relativ steil aus einem langgestreckt von Nordost nach Südwest verlaufenden Rücken hervor. Für die Verhältnisse der sich meist in welligen Grasbergen dahinziehenden Gleinalpe ist der Roßbachkogel im obersten Bereich relativ schroff und weist auch eine vergleichsweise große Schartenhöhe (262 Höhenmeter zum Gleinalmsattel) auf. Beiderseits des abgesetzten Gipfelbereiches, jeweils an der Südseite des genannten Rückens, erstrecken sich zwei große Almen. Im Westen liegt die Roßbachalm, bei ihr befindet sich ein auf 1555 m gelegener Sattelpunkt, von dem aus der Rücken wieder gemächlich bis zum Ternbachkogel (1734 m) ansteigt, im Osten liegt die Brendlalm, auf der die Kainach entspringt. Auf der untersten Rückfallkuppe eines Rückens, der von der Brendlalm nach Süden abfällt, befindet sich die Burg Hauenstein.
Auf einem zwischen Brendl- und Roßbachalm nach Süden abfallenden Riegel befinden sich die kleineren Pussoralmen, die Obere Pussorhütte wird im Sommer bewirtschaftet.  Die Grenzen der Bezirke Voitsberg, Murtal und Graz-Umgebung treffen sich an einer Kuppe des vom Roßbachkogel-Gipfels nach Osten laufenden Grates.

### Kaserne auf der Roßbachalm

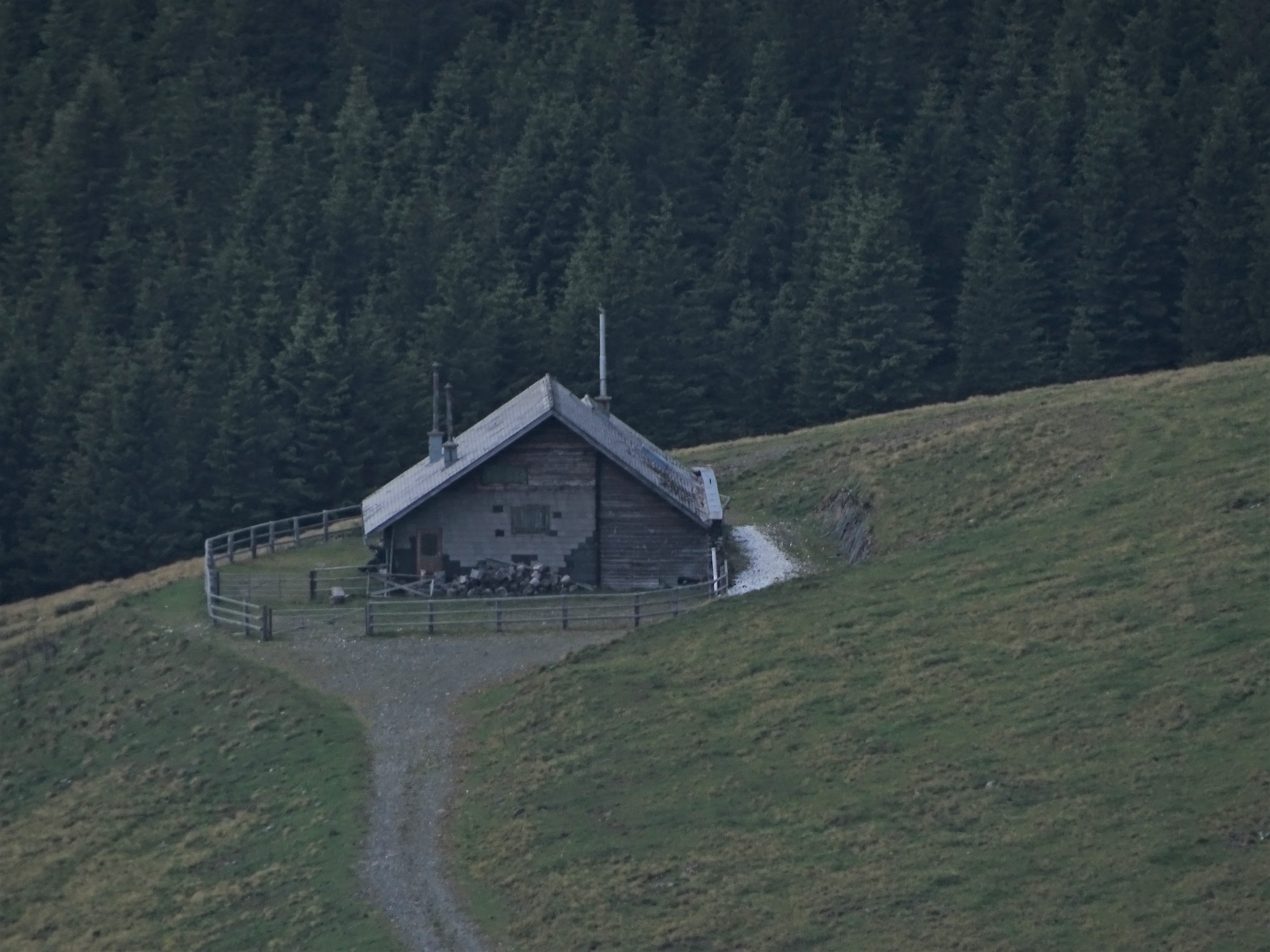
Zeißmannhütte, ehemalige Offiziersunterkunft.

Auf der Roßbachalm befand sich ab 1935 eine Kaserne des Bundesheeres. Das Heer hatte die relativ entlegene Alm für Gefechtsübungen gepachtet und zum Zweck der Unterbringung von Mensch und Material drei Gebäude errichtet: Eine Kaserne mit kreuzförmigem Grundriss als Unterkunft für die Truppe, eine separate Offiziersunterkunft und einen Pferdestall. Geschossen wurde auch mit schwererem Gerät, nämlich der 7,5-cm-Gebirgs-Kanone, die Einschlagtrichter ihrer Geschoße sind nach wie vor sichtbar. Nach dem Anschluss Österreichs wurde die Anlage von der Wehrmacht weiterverwendet, sie blieb bis Kriegsende besetzt. Nach dem Krieg kam es zu Plünderungen, vor 1955 diente die Anlage teilweise als Erholungsheim und zur Ausbildung der B-Gendarmerie. Das neugegründete Österreichische Bundesheer übernahm Teile der Anlage 1955, die Kaserne brannte jedoch 1962 ab und wurde nicht wieder errichtet. Die ehemalige Offiziersunterkunft war 1955 nicht übernommen, sondern an die lokale Weidegenossenschaft zur Weiterverpachtung übergeben worden. Sie existiert noch und trägt heute den Namen Zeißmannhütte.

### Lipizzaner auf der Brendlalm
Östlich des Gipfels liegt die Brendlalm, die als Sommerweide der Lipizzaner-Jungstuten der Wiener Hofreitschule eine gewisse Bekanntheit hat. Anders als die Sommerweide der Junghengste auf der Stubalpe wird die Brendlalm nur an wenigen Tagen im Jahr touristisch vermarktet und hat keine öffentliche Zufahrtsstraße. Von der Brendlalm aus kann der Gipfelbereich des Roßbachkogels an der Nordostseite umgangen und damit der verkehrstechnisch wichtige Gleinalmsattel quasi ohne weitere Höhenmeter erreicht werden. Östlich der Brendlalm steigt das Gelände noch einmal leicht bis zum mit dem Roßbachkogel eng verbundenen Ochsenkogel (1572 m) an, eine prägnantere Abgrenzung innerhalb dieses insgesamt langsam nach Osten zur Mur abfallenden Rückens bildet jedoch erst der weiter östlich gelegene Tiefsattel (1345 m).

### Befestigungsanlage auf der Schanzwiese

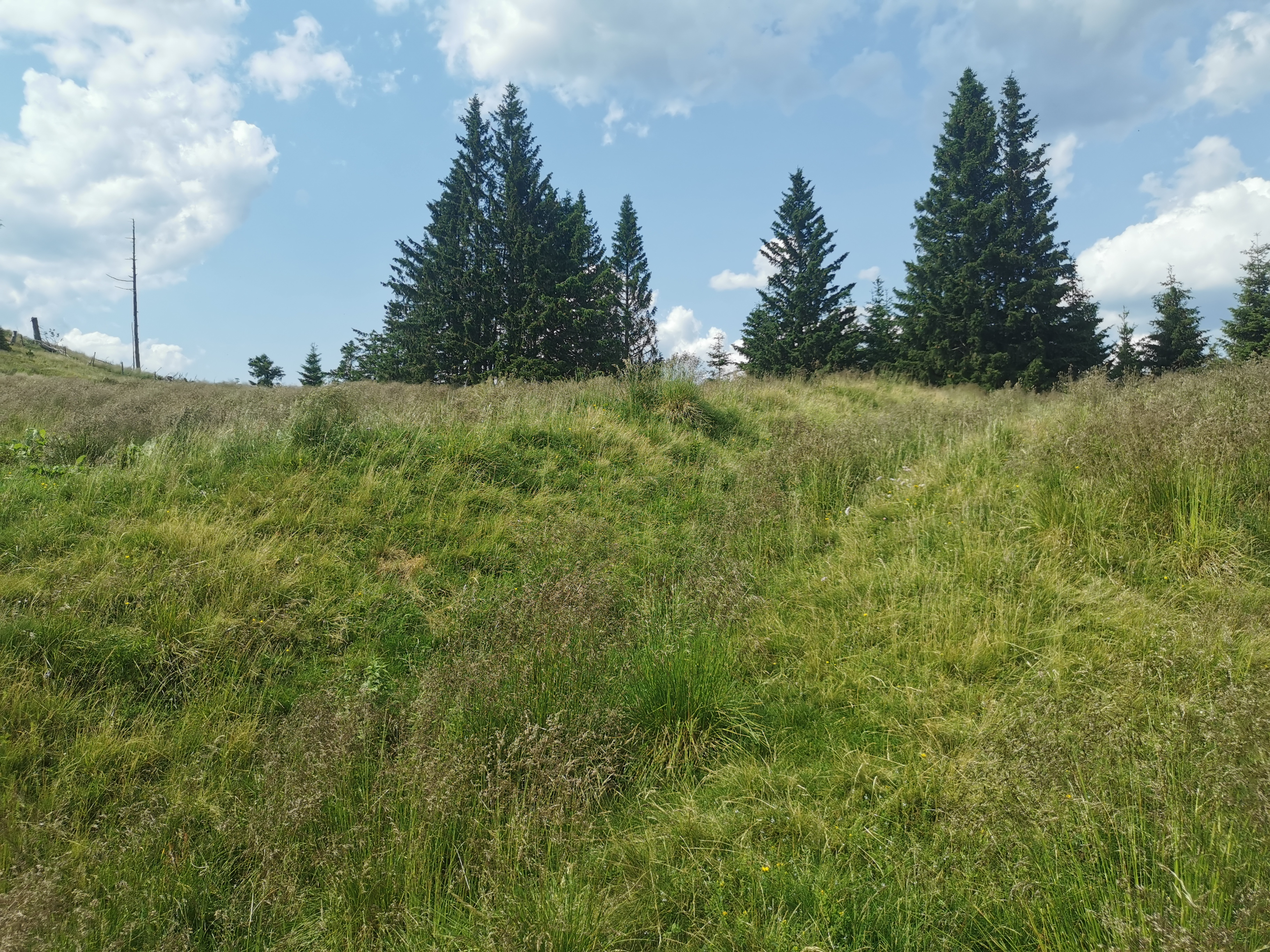
Nordteil der Schanze am Tiefsattel

Die Almwiese am Tiefsattel trägt den Namen „Schanzwiese“ und weist tatsächlich entsprechende Geländestrukturen auf. Es handelt sich um eine etwa 100 m lange Erdaufschüttung, die ungefähr in Nord-Süd-Richtung quer über die Almwiese verläuft, wobei insbesondere der rund 50 m lange Nordteil noch recht gut im Gelände zu erkennen ist. Der Wall ist heute noch rund 70 cm hoch erhalten und hat eine Breite von ca. 2,80 m, vor ihm befindet sich ein heute noch bis zu 80 cm tiefer Graben. Im Mai 1997 wurde die Anlage mittels einer kurzen (zweitägigen) archäologischen Grabung untersucht. Als Resultat daraus erscheint nun auch eine Errichtung der Anlage infolge der Ungarneinfälle des 10. Jahrhunderts möglich. Die Errichtung einer solchen Anlage im Gebirge zeugt jedenfalls von der Bedeutung der Wege über die Gleinalpe.

## Wanderwege
An der Südflanke des Roßbachkogels verläuft ein Wanderweg, der Teil des Europäischen Fernwanderweges E6, des Zentralalpenweges und des Nord-Süd-Weitwanderweges ist. Er führt, vom Oskar-Schauer-Haus (Sattelhaus) im Westen gedacht, über die Roßbachalm und umgeht den steilen Gipfelbereich des Roßbachkogels etwa 80 Höhenmeter tiefer. Der Gipfel selbst kann auf einem parallelen Steig in West-Ost-Richtung überschritten werden. Östlich des Gipfels überschreitet der Hauptweg den Grat nach Norden und führt zum Gleinalmsattel hinab. Das Gleinalm-Schutzhaus dort ist Angelpunkt mehrerer lokal bedeutender Wege. Die Brendlalm kann über mehrere Wanderwege von Süden bzw. Südosten (aus Richtung der Ortschaften Gallmannsegg oder Geistthal-Södingberg) erreicht werden. 
Die Wegzeit vom Oskar-Schauer-Haus bis auf den Gipfel des Roßbachkogels beträgt etwa 2,5 Stunden. Vom Gleinalm-Schutzhaus ist der Gipfel in etwa einer Stunde erreichbar, wobei die direkte Zufahrt zum Gleinalm-Schutzhaus nur an wenigen Tagen im Jahr möglich ist und der Weg dorthin sonst ebenfalls eine zwei- bis dreieinhalbstündige Wanderung (je nach Ausgangspunkt) erfordert. Die Wege von Süden/Südosten erfordern einen ähnlichen Zeitaufwand bis zur Brendlalm und danach eine knappe Stunde auf den Gipfel des Roßbachkogels.

Galerie
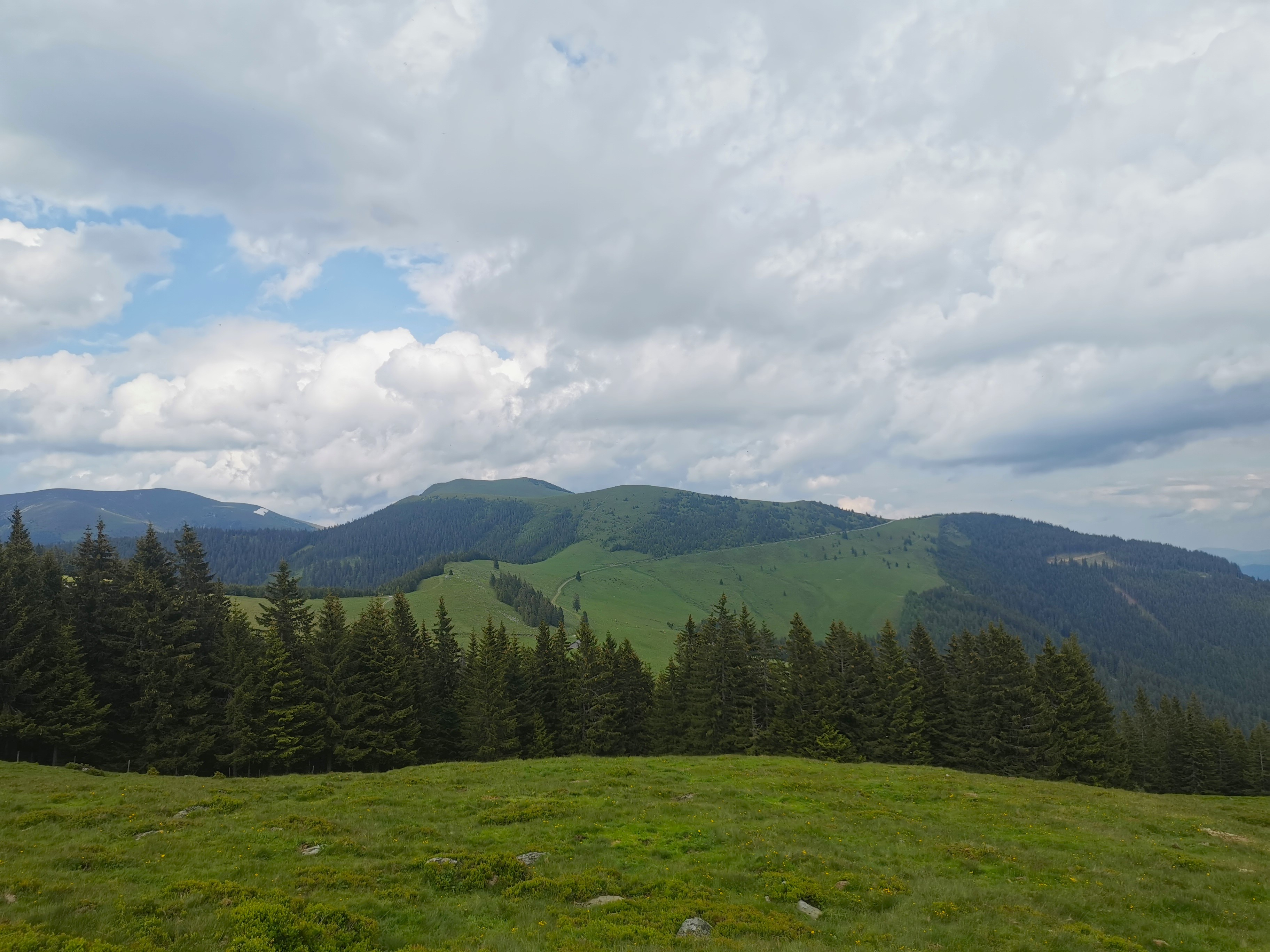
Blick über die Roßbachalm nach Nordosten auf den Roßbachkogel.
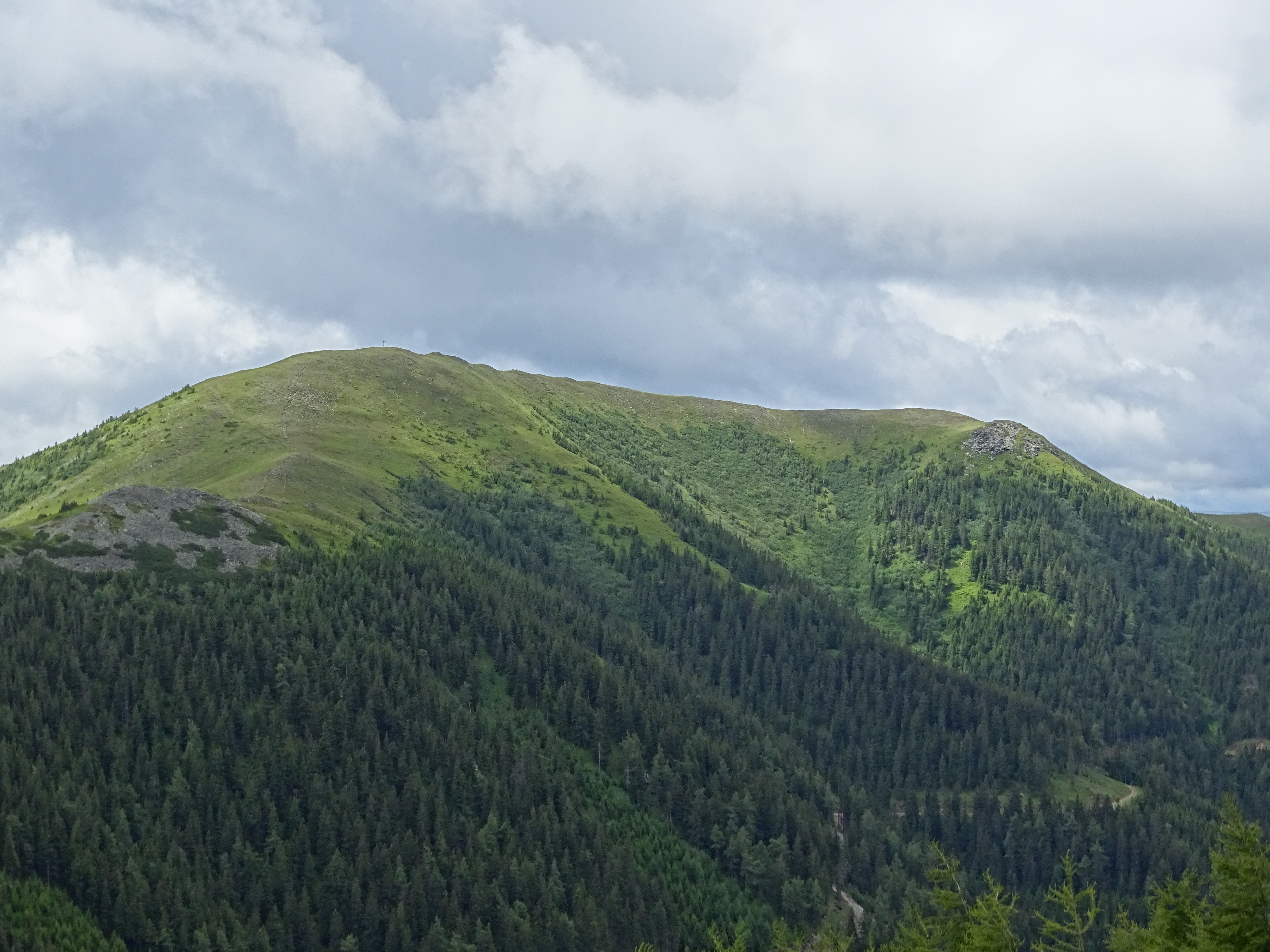
Blick vom Speikkogel auf den Gipfelbereich des Roßbachkogels.
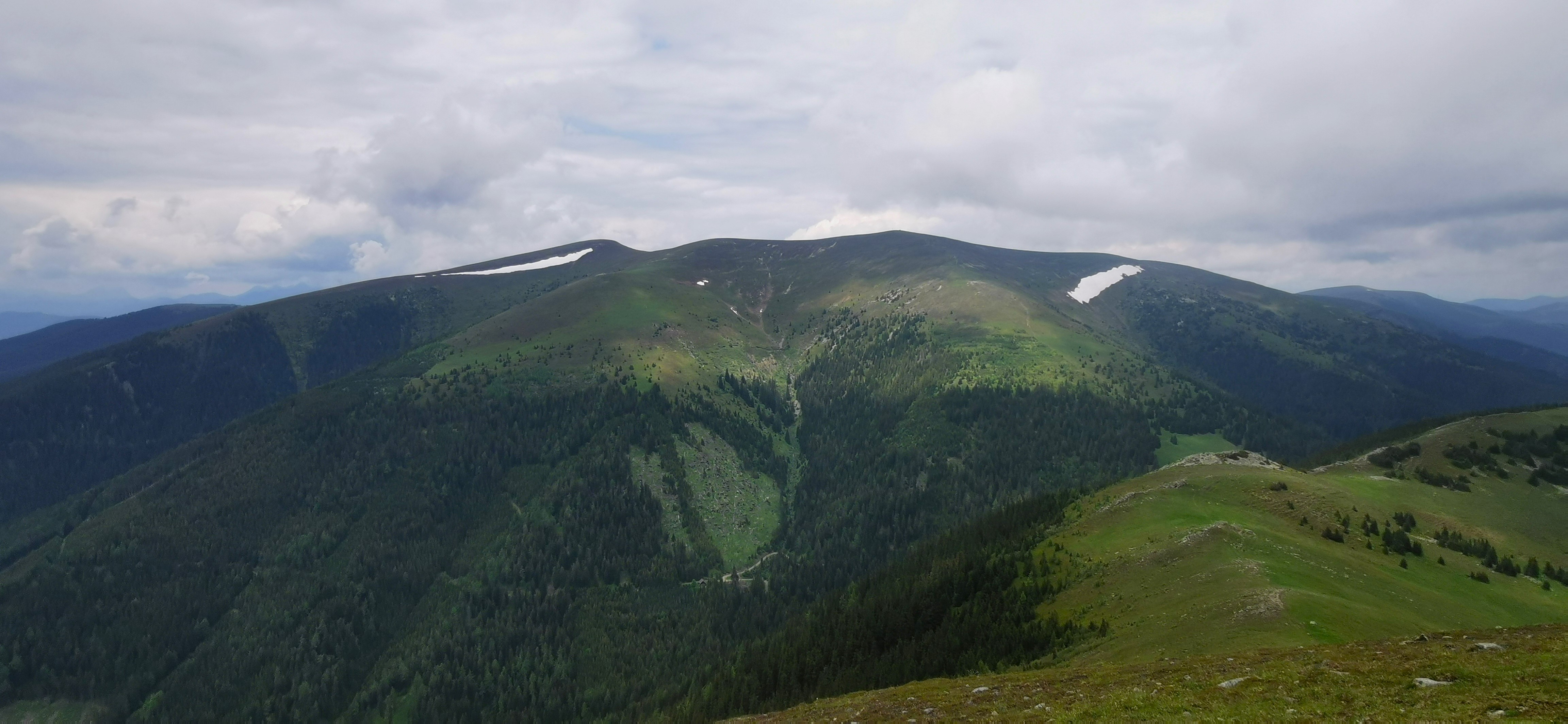
Blick vom Gipfel des Roßbachkogels über den Gleinalmsattel nach Nordosten auf Lenzmoarkogel und Speikkogel.
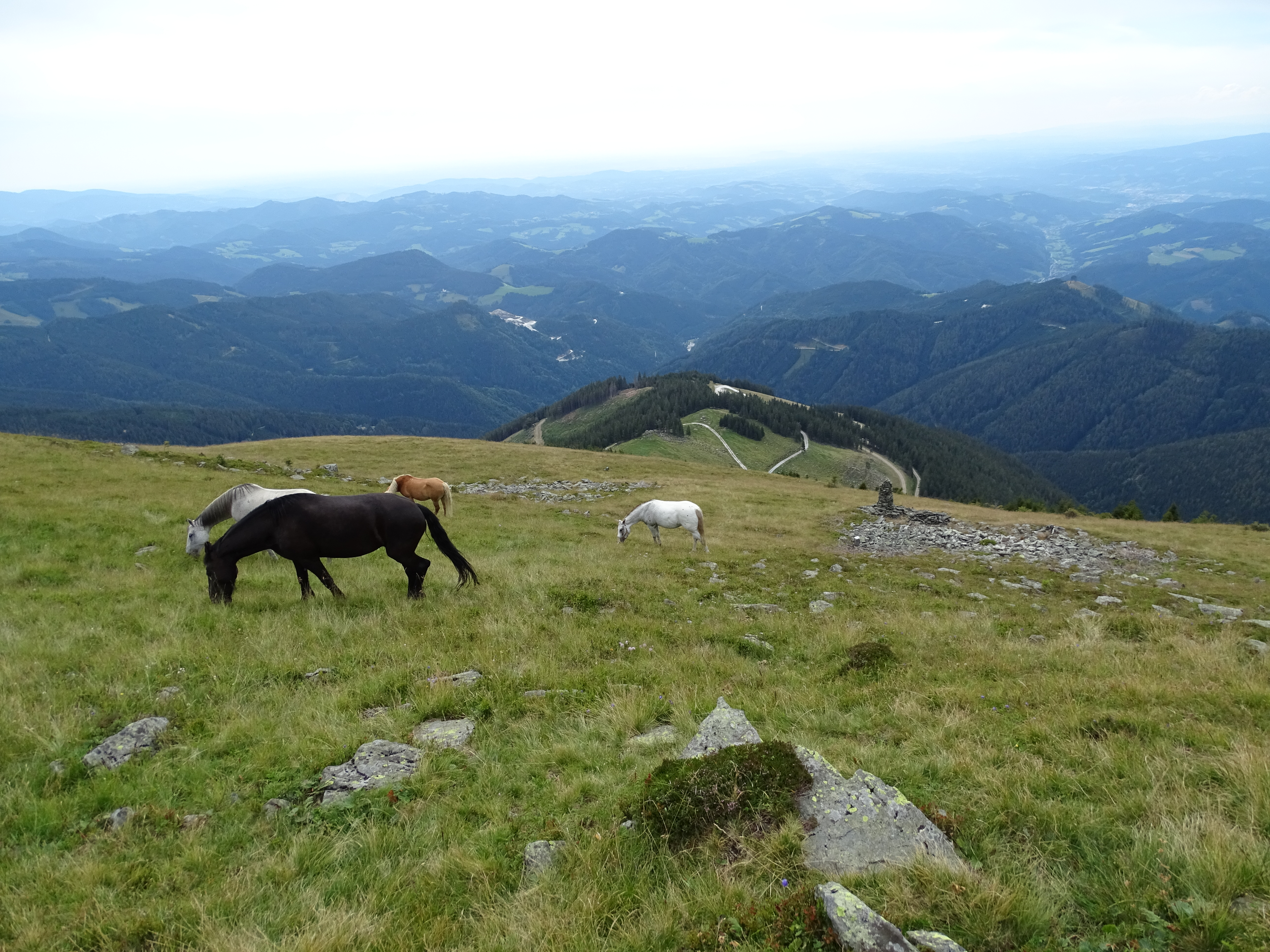
Pferde im Gipfelbereich, Blick über die Weststeiermark.
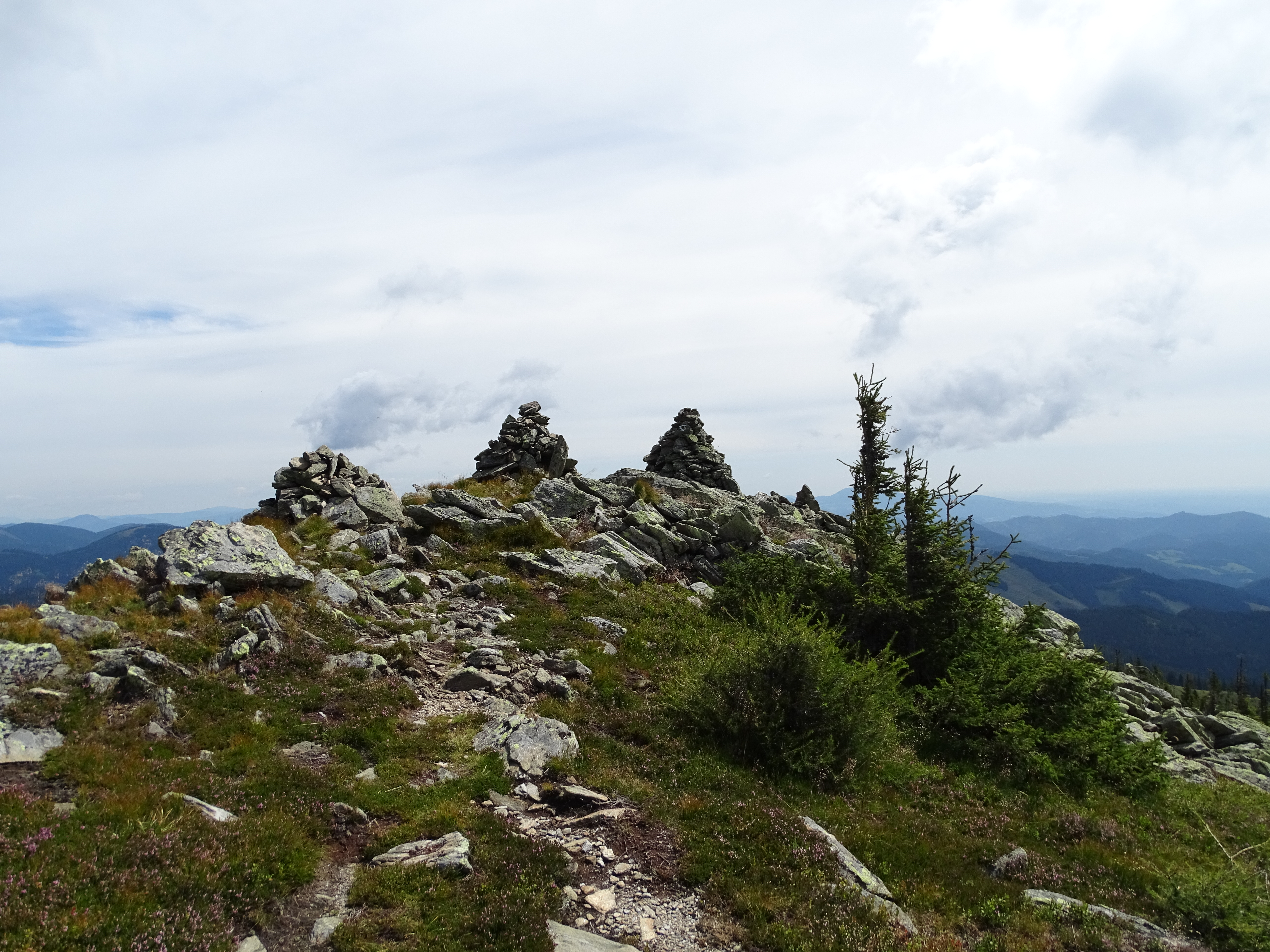
Steinmandln am Grat östlich des Gipfels.
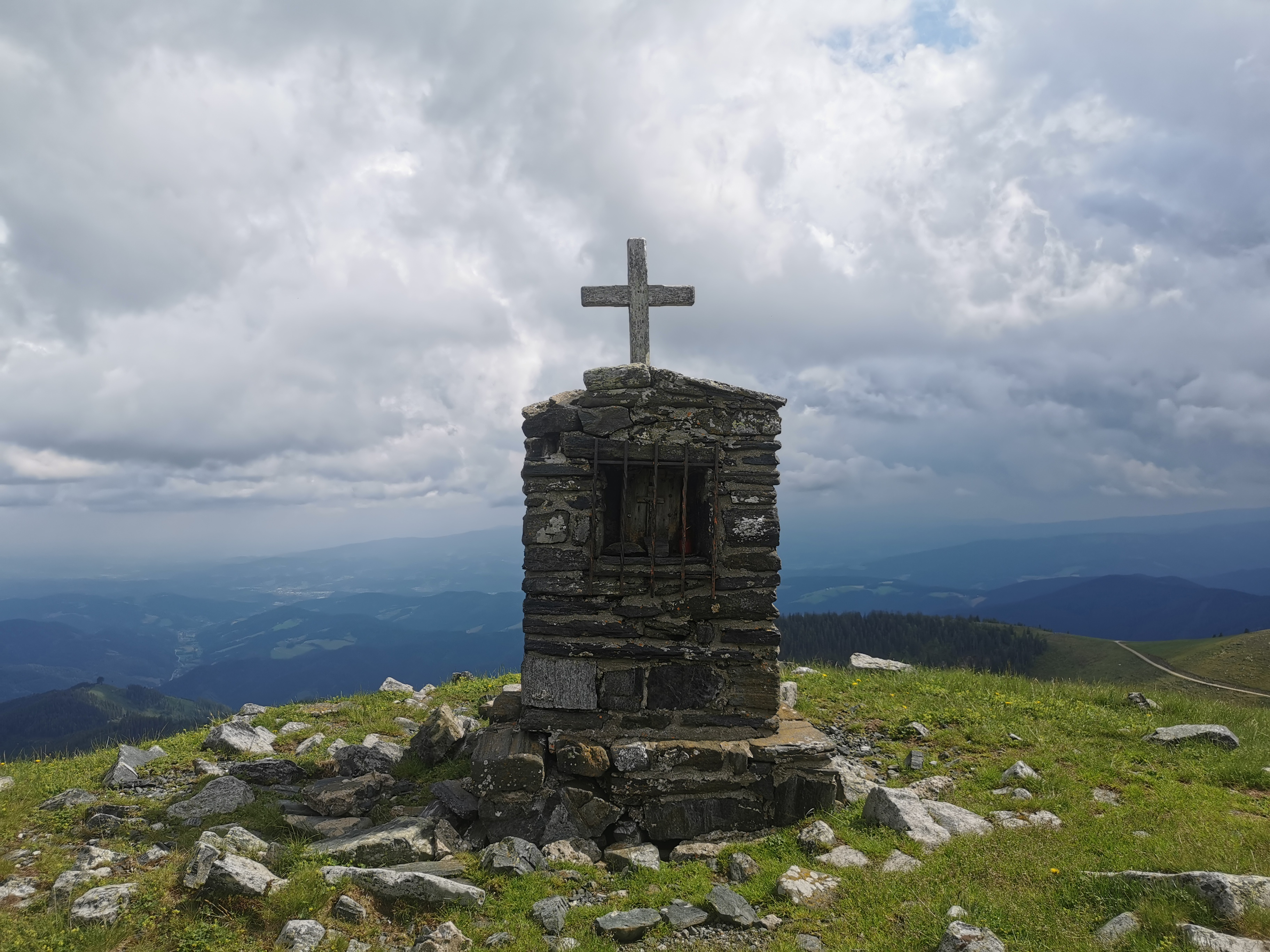
Wegkapelle auf einer Rückfallkuppe an der Südwestseite des Berges.